# Ra (brädspel)
Ra är ett budgivningsbrädspel för två till fem spelare med tema kring solguden Ra och Forntida Egypten. Spelet är konstruerat av Reiner Knizia och lanserades av Alea i Tyskland 1999. Det har sedan getts ut på engelska av Rio Grande Games.
Spelet brukar ibland räknas till auktionstrilogin som utöver Ra innehåller budgivningsspelen Medici och Modern Art som också är konstruerade av Knizia, men enligt Knizia låg det ingen tanke bakom att det skulle bli en trilogi.

## Spelprincip
Spelarnas mål är att utöka sin makt och ryktbarhet genom att samla på set av olika brickor. Brickorna skildrar olika sidor av egyptiskt liv och kan köpas av spelarna genom budgivning med solbrickor. En spelomgång spelas över tre epoker. Varje epok börjar med att spelarna tilldelas 3 av de totalt 16 solbrickorna var. När en spelare får slut på solbrickor kan den spelaren inte delta mer i epoken och sista spelaren spenderat alla sina solbrickor tar epoken. Vid varje epokslut delas poäng ut efter vilka brickor spelarna fått tag i, det kan till exempel vara poäng för att man har ett visst antal i samma set, eller minuspoäng för att man inte har en enda bricka i något set. Den spelare som har mest poäng efter tredje epoken vinner spelet.
Spelregler för två spelare tillkom först i tredje upplagan av spelet.

## Utveckling och nyversioner
I en intervju med Funagain Games berättar Knizia att Ra var det första spelet han konstruerade efter sin pension vid 40 års ålder och att han arbetade med det under fyra till sex veckor utan att göra något annat. Från början tog spelet upp emot 3 timmar att spela igenom och var ett kombinerat kort- och brädspel, men till slut blev det ett spel med brickor.
Under 2005 skapade Knizia tillsammans med Michael Menzel spelet Razzia som är väldigt likt Ra, men som istället har ett Maffia-tema och där spelarna bjuder på gårdagens byte. Priests of Ra är en omarbetning av Ra som gavs ut 2009. Det som skiljer sig från originalspelet är poängberäkningen. 2009 utkom även Ra: The Dice Game som är ett tärningsspel på precis samma tema och med snarlika regler i poängberäkningen.

## Utmärkelser
2000
- International Gamers Award, nominerad för bästa strategispel

1999
- Deutscher Spiele Preis, andraplats
- Meeples' Choice Award[4]